# 近藤康夫 (工学者)
近藤 康夫（こんどう やすお、1938年（昭和13年）7月11日 - ）は、日本の工学者。元徳島工業短期大学学長。新居浜工業高等専門学校名誉教授。

## 経歴
徳島県出身。1963年（昭和38年）に徳島大学工学部を卒業。2002年（平成14年）に同大学工学研究科システム工学専攻博士課程を修了し博士（工学）を授与。
大学卒業後は新居浜工業高等専門学校の助教授・教授を経て退官後に名誉教授となる。また徳島工業短期大学の学長も務めた。これまでに電気学会・計測自動制御学会などに所属。